# Centre technique Stellantis de Carrières-sous-Poissy
 (janvier 2018).
Si vous disposez d'ouvrages ou d'articles de référence ou si vous connaissez des sites web de qualité traitant du thème abordé ici, merci de compléter l'article en donnant les références utiles à sa vérifiabilité et en les liant à la section « Notes et références ».
Le centre technique de Stellantis est un centre de recherche et développement  implanté à Carrières-sous-Poissy dans le département des Yvelines (France). Ce centre créé par Chrysler en 1970 est entré dans le groupe Stellantis en 2021. Il est situé en bordure de Seine sur la rive gauche du fleuve, en face de l'usine et du Centre d'Expertise de Poissy. C'est l'une des trois implantations de Stellantis dans les Yvelines avec le site de Poissy et le site de Vélizy.
Ce centre se consacre aux projets de coopération véhicule avec des partenaires constructeurs (Fiat, Mitsubishi, Toyota, Tofas…), à la mise en œuvre et l’exploitation des moyens d’essai de la filière Groupe Moto Propulseurs thermiques (bancs moteurs, moyens d’essai véhicules, bancs GMP) et électriques (Bancs Machines Électriques, moyens d'essais batteries, chargeurs) et ainsi qu'aux recherches sur la pile à combustible.

## Historique
- 1956 : Simca décide de se doter d’un circuit automobile à Mortefontaine (Oise) pour la mise au point de ses véhicules. Le terrain nécessaire à sa construction est loué avec un bail de 30 ans.
- 1958 : Simca rachète le constructeur Talbot et agrandit le site de Mortefontaine avec la création d'un circuit routier de 4 kilomètres et une ancienne ferme est utilisée comme atelier. La Simca 1000 effectue ses premiers tours de roues.
- 1963 : Simca est racheté par l’Américain Chrysler qui reprend donc le contrôle du site de Mortefontaine. Pour pouvoir répondre à ses exigences techniques, il décide d’augmenter les moyens d’essais en agrandissant le circuit routier et en construisant un anneau de vitesse de 3 km, une aire d’évolution de 77 000 m2, ainsi que de nouveaux ateliers.
- 1970 : installation du nouveau centre technique Chrysler-France Simca à Carrières-sous-Poissy (boulevard Pelletier) avec les premiers bâtiments de bureaux et ses vastes baies vitrées donnant sur la Seine. À l'époque, le centre de Carrières fait figure d'Amérique avec ses 20 000 m2 de bureaux climatisés, de salles de dessins et de surfaces industrielles. Pour la mise au point de ces prototypes, le centre d'études de Carrières utilise les nouveaux moyens mis à sa disposition sur le site de Mortefontaine.
- 1974 : deuxième phase d’agrandissement par Chrysler du circuit automobile de Mortefontaine avec l’implantation des pistes spéciales (piste pavée, tunnel à poussière, etc.).
- 1975 : l'étude C6 donne naissance aux Simca-Chrysler 1307/1308. L'étude à beau être partagée entre la France et l'Angleterre, la part française est déterminante. Si Whitney garde le style, Carrières-sous-Poissy s'occupe du reste, notamment de la partie dynamique et mécanique, le cœur de la voiture.
- 1976 : élue voiture de l'année, la Simca-Chrysler 1307/1308 récompense le talent du centre technique. Cela permet à Carrières-sous-Poissy de prendre définitivement le pas sur Whitney, affirmant ainsi une suprématie conquise par Chrysler France sur Chrysler-España et Chrysler-UK.
- 1978 : Chrysler vend sa filiale Chrysler Europe (dont les marques Simca et Talbot) à PSA Peugeot Citroën qui reprend donc le contrôle des sites de  Mortefontaine et de Carrières-sous-Poissy. PSA renommera l'ensemble sous le marque unique de Talbot dès le mois de juillet 1979.
- 1981 : PSA Peugeot Citroën crée sa direction de la recherche et de l’innovation.
- 1986 : PSA Peugeot Citroën se sépare du circuit automobile de Mortefontaine en ne renouvelant pas le bail initial.
- 1993 : première mondiale, 50 Peugeot 106 et Citroën AX électriques sont testées à La Rochelle en partenariat avec EDF dans des conditions normales d’utilisation.

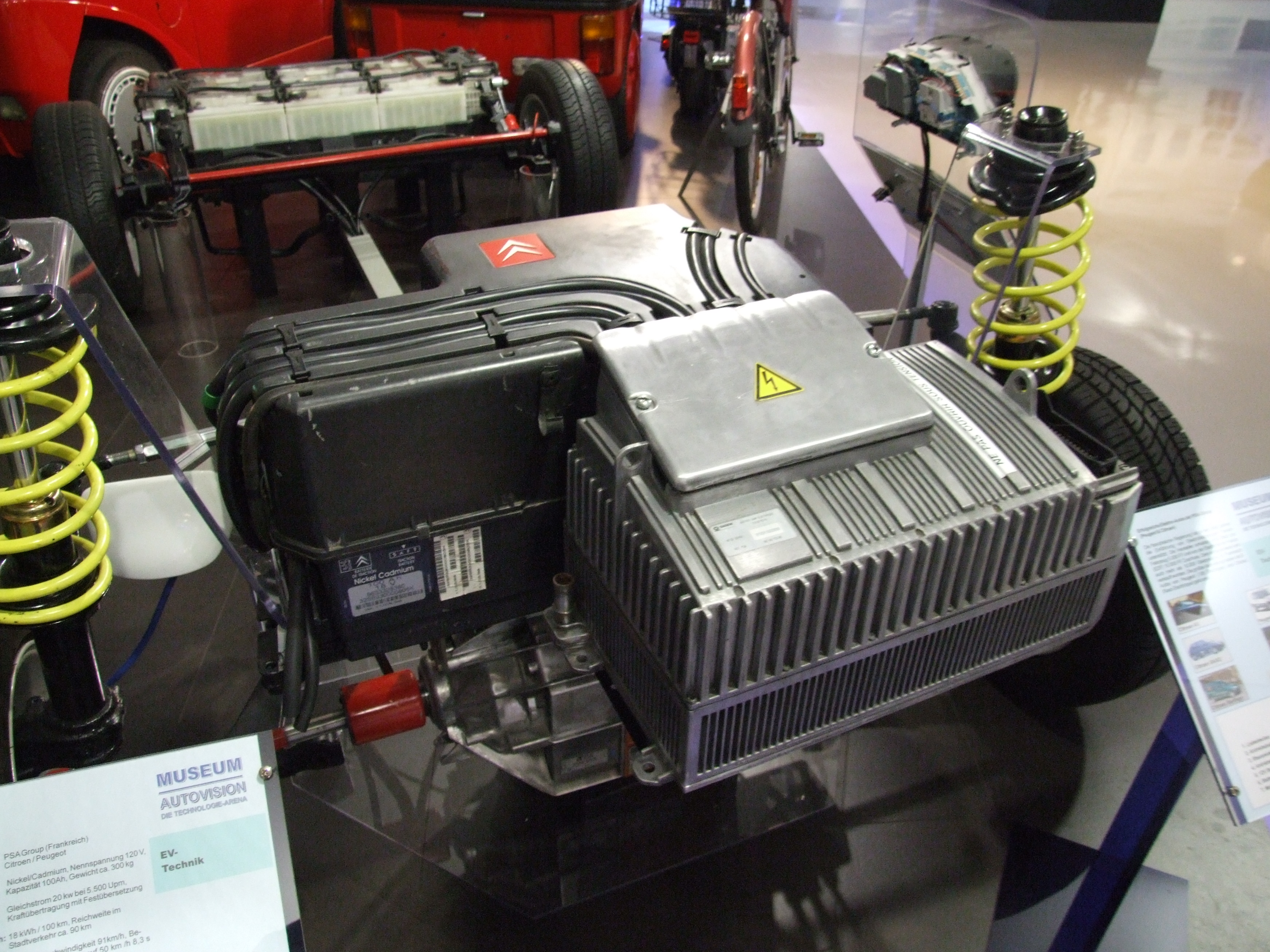
Groupe de propulsion électrique PSA : 20 kW à 5500 tr/min, moteur à courant continu SA13 de Leroy-Somer, permettant une vitesse de 91 km/h, avec un ratio fixe ; En arrière en haut: accumulateur nickel-cadmium de Saft : capacité 100 ampères-heures, 120 volts, 300 kg ; durable et résistant au froid. Au devant, bloc électronique Sagem pilotant le moteur, la gestion des charges normales via un chargeur embarqué de 3 kW ou rapides via une station externe (20 min à 130 A). Pour Peugeot 106, Citroën Saxo (les deux best-sellers), Citroën AX, Citroën Berlingo et Peugeot Partner (moteur SA18 de Leroy-Somer), soit un total de plus de 10000 exemplaires. Photographié au Museum Autovision, Altlußheim

- 1994: Pour le salon de Paris, réalisation d'un concept car Peugeot ion[1] qui est le fruit du travail des équipes d'électricité de traction et du style avancé. Ce véhicule urbain est entièrement conçu autour de la motorisation électrique[2]. Très moderne de ligne, et avec le meilleur de la technologie de l'époque, soit une adaptation de la chaine de traction (105 km/h) en expérimentation à La Rochelle. Sous le logo à l'avant, un socle unique Méréchal qui permet de recevoir, soit une prise alimentant le chargeur embarqué (16A AC) ou soit le "pistolet" pour recharger rapidement en station (130A DC).
- 1996: Après une fusion industrielle, la société Talbot et Cie disparaît du centre de production de Poissy et du centre d'études de Carrières. L'ensemble prend le nom de PSA Peugeot Citroën. La marque Talbot appartient toujours au groupe PSA.
- 1999: Mise en place d'un service d'auto partage "Lisélec" (Libre Service Elec.) à La Rochelle avec un nouveau parc de 50 véhicules électriques PSA sur 7 stations[3]. Les 450 abonnés expérimentent un nouveau système d'accès avec carte à puce (précurseur du système Autolib).
- 2006 : le Groupe PSA inaugure dans son centre de Carrières-sous-Poissy, une unité de recherche consacrée à la pile à combustible et présente sa pile à combustible GENEPAC destinée à l'automobile et conçue en partenariat avec le CEA.
- 2017: Le 31 juillet, décès de Georges Martin, père du « moteur Poissy ». Il rentre au bureau d’étude de Simca en 1959. C’est là qu’il va concevoir ce fameux moteur thermique[4]. À la disparition de la marque Talbot, ce moteur poursuivra sa carrière sous le capot des Peugeot 309, certaines Peugeot 205, ainsi que l’utilitaire Citroën C15. Le « moteur Poissy ».  sera remplacé avec le « moteur X », par le « moteur TU ».  En décembre, le Groupe PSA conclut un accord avec la filiale Leroy-Somer de Nidec afin de créer une coentreprise à Carrières-sous-Poissy pour la conception et le développement de futurs moteurs électriques[5]. La fabrication sera réalisée dans l'usine moteurs PSA de Trémery[6].
- 2018: Avec le départ du site de La Garenne-Colombes, les 2 200 salariés[7] s'installent au centre de Carrières-Sous-Poissy et au centre d'expertise de Poissy (CEMR B)[8]. Ils regroupent les activités de recherche et développement dans la motorisation des véhicules. Des travaux importants sont réalisés afin d'accueillir ses nouvelles équipes.
- 2021: Le 16 janvier, le groupe PSA devient Stellantis, un nouvel ensemble issu de sa fusion avec le groupe Fiat Chrysler Automobiles.

## Collection de l'aventure automobile de Poissy
Le groupe automobile PSA inaugure le 27 novembre 2002 sur son centre de Carrières-sous-Poissy un musée rassemblant plus de 70 véhicules. La collection de l'aventure automobile de Poissy (CAAPY) retrace les marques de la Ford SAF, SIMCA, Chrysler France, Talbot et du Groupe PSA. La collection, qui comporte également des modèles Simca Nanterre, Talbot Suresnes, Matra-Simca et Matra, est complétée par des maquettes, des outillages, des panneaux publicitaires et des accessoires divers. En 2018, la centaine de modèles de la collection emménage au sein de l'usine Stellantis de Poissy en vue de la création d'un musée qui regroupera également la collection du conservatoire Citroën et DS.